# Алафа
Алафа — в Азербайджані XV століття алафою називали вид податку, який збирали з селян для годування та утримання коней урядових чиновників.